# دوري كرة القدم الأوكراني الدرجة الثانية 2012–13
دوري كرة القدم الأوكراني الدرجة الثانية 2012–13 (بالأوكرانية: Чемпіонат України з футболу 2012—2013: друга ліга)‏ هو موسم من دوري كرة القدم الأوكراني الدرجة الثانية ‏. فاز فيه ديسنا تشرنيغوف.